# Andrea Migliavacca
Andrea Migliavacca (Pavia, 29 de agosto de 1967) é um clérigo italiano e bispo católico romano de Arezzo-Cortona-Sansepolcro.
Andrea Migliavacca recebeu o sacramento da ordenação para a diocese de Pavia em 27 de junho de 1992.
Em 5 de outubro de 2015, o Papa Francisco nomeou-o Bispo de San Miniato. O ex-bispo de Pavia, Giovanni Giudici, ordenou-o bispo em 9 de dezembro do mesmo ano na catedral de Pavia. Os co-consagradores foram o bispo de Pistoia, Fausto Tardelli, e o ex-bispo de Treviso, Paolo Magnani. A posse em San Miniato ocorreu no dia 20 de dezembro de 2015.
Em 29 de julho de 2019, o Papa Francisco nomeou-o membro da Comissão de Apelações para processos criminais graves, cuja decisão está reservada à Congregação para a Doutrina da Fé, e em 21 de junho de 2021, foi também nomeado membro da Assinatura Apostólica.
Em 15 de setembro de 2022, o Papa Francisco nomeou-o Bispo de Arezzo-Cortona-Sansepolcro. A posse ocorreu no dia 27 de novembro do mesmo ano. Administrou a diocese de San Miniato como Administrador Apostólico até a posse de seu sucessor em 26 de fevereiro de 2023.

## Outras imagens

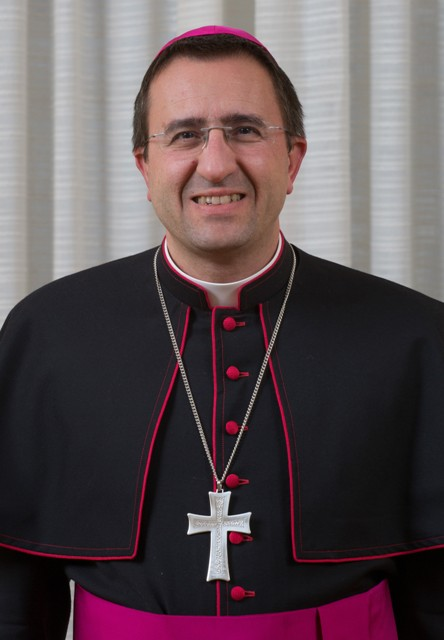
Dom Andrea em 2016.
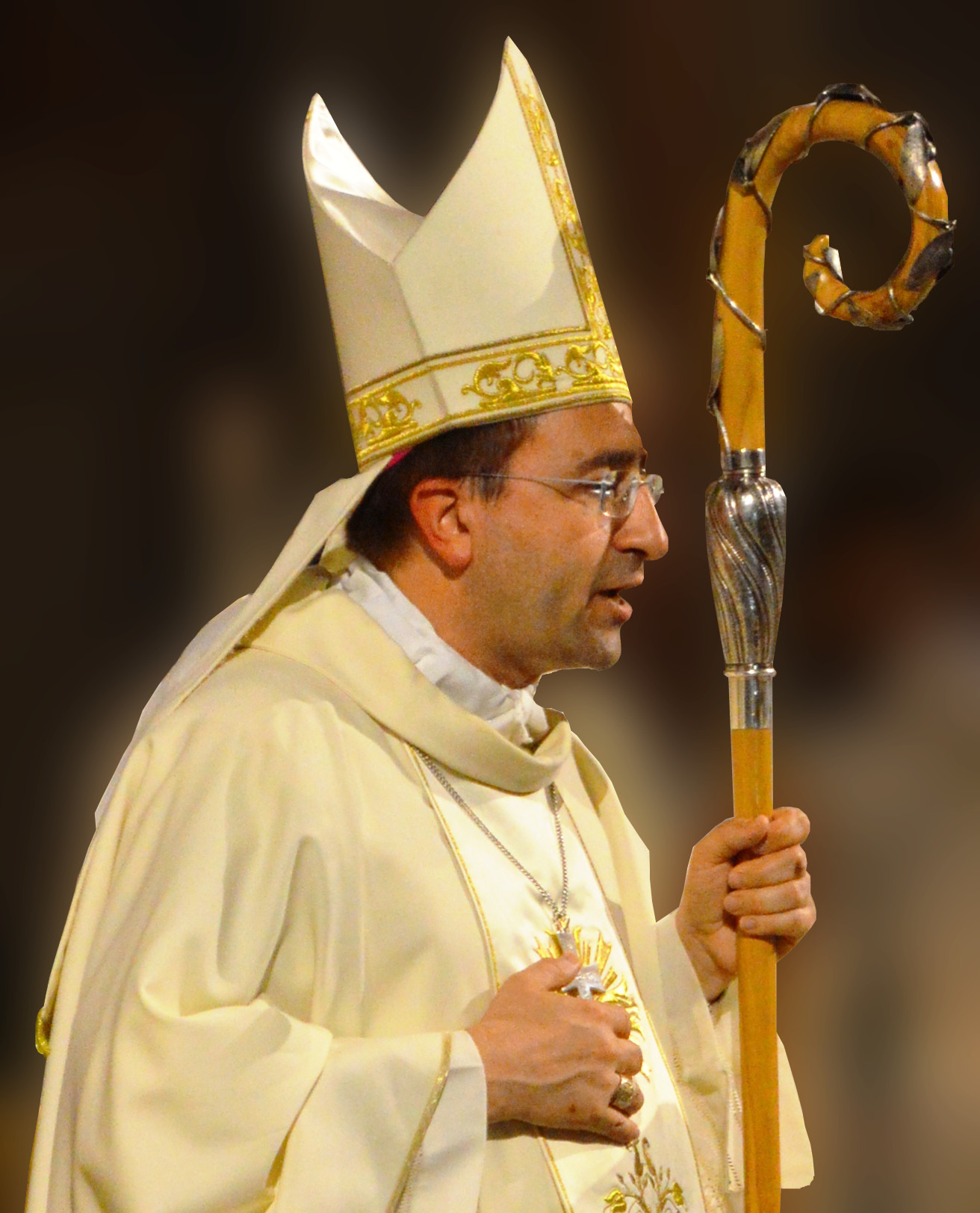
Dom Andrea durante uma missa